# Енді Ендрюс (тенісист)
Енді Ендрюс (англ. Andy Andrews; нар. 1 січня 1959) — колишній американський тенісист.
Найвищу одиночну позицію світового рейтингу — 78 місце досяг 17 травня, 1982, парну — 32 місце — 28 лютого, 1983 року.
Здобув 3 парні титули.
Найвищим досягненням на турнірах Великого шолома був фінал в парному розряді.

## Фінали гран-прі, WCT та турнірів Великого шолома

### Парний розряд (3–3)
| Результат | W/L | Дата     | Турнір                                           | Покриття | Партнер     | Суперники                                   | Рахунок       |
| --------- | --- | -------- | ------------------------------------------------ | -------- | ----------- | ------------------------------------------- | ------------- |
| Перемога  | 1–0 | Лип 1982 | Ньюпорт, США                                     | Трава    | Джон Седрі  | Сід Болл Род Фролі                          | 3–6, 7–6, 7–5 |
| Перемога  | 2–0 | Сер 1982 | Cap d'Agde WCT, Франція                          | Ґрунт    | Дрю Джітлін | Павел Сложил Томаш Шмід                     | 6–2, 6–4      |
| Перемога  | 3–0 | Сер 1982 | Стоу, США                                        | Тверде   | Джон Седрі  | Майк Фішбах Ерік Фромм                      | 6–3, 6–4      |
| Поразка   | 3–1 | Вер 1982 | Лос-Анджелес, США                                | Килим    | Дрю Джітлін | Кевін Каррен Генк Пфістер                   | 6–4, 2–6, 5–7 |
| Поразка   | 3–2 | Гру 1982 | Відкритий чемпіонат Австралії з тенісу, Мельбурн | Трава    | Джон Седрі  | Джон Александер Джон Фіцджеральд (тенісист) | 4–6, 6–7      |
| Поразка   | 3–3 | Бер 1983 | Монтеррей, Мексика                               | Килим    | Джон Седрі  | Девід Доулен Ндука Одізор                   | 6–3, 3–6, 4–6 |